# Симокита
Симокита или Оминато (на японски: 下北半島, Shimokita-hantō) е полуостров в крайната североизточна част на остров Хоншу, вдаващ се 90 km в морето на север. На изток бреговете му се мият от водите на Тихия океан, на югозапад – от водите на залива Муцу на Японско море, а на север – от водите на протока Цугару, свързващ Японско море с Тихия океан. На запад широкия 10 km проток Тайрадате го отделя от останалата част на остров Хоншу. На полуострова се намира най-северната точка на остров Хоншу – нос Ома. Полуостровът има изключително характерна форма, като прилича на брадва с обърнато на запад острие. В северната му част (лезвието на брадвата) релефът е предимно нископланински с максимална височина вулкана Камабусе 879 m, а южната част (дръжката на брадвата) има равнинен и хълмист релеф. Големи участъци са заети от широколистни и иглолистни гори. Полуостров Самокита е рядко населен, като най-големите селища и пристанища са градовете Муцу и Оминато, разположени на брега на залива Муцу.